# 프리베르노
프리베르노(이탈리아어: Priverno)는 이탈리아 라치오주 라티나도에 위치한 코무네다. 로마-나폴리를 연결하는 철로 본선로에 역이기도 하다. 1927년까지 피페르노(Piperno)라고 불렸다.